# Teucholabis scitamenta
Teucholabis scitamenta là một loài ruồi trong họ Limoniidae. Chúng phân bố ở miền Cổ bắc.